# Borgmeieriphora kempfi
Borgmeieriphora kempfi är en tvåvingeart som beskrevs av Prado 1976. Borgmeieriphora kempfi ingår i släktet Borgmeieriphora och familjen puckelflugor. Inga underarter finns listade i Catalogue of Life.